# Valle Chisone

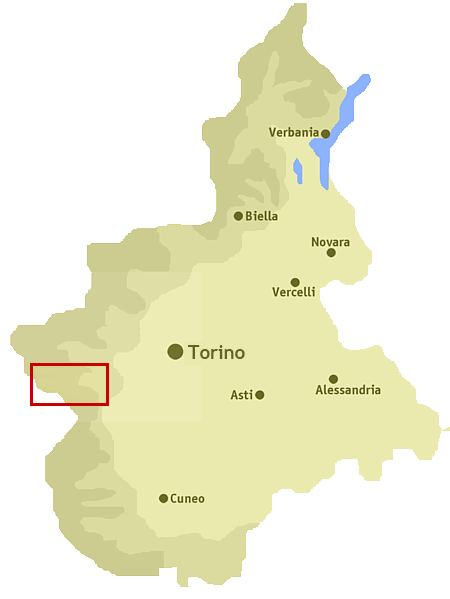
Ubicación de los valles de Lanzo en Piamonte

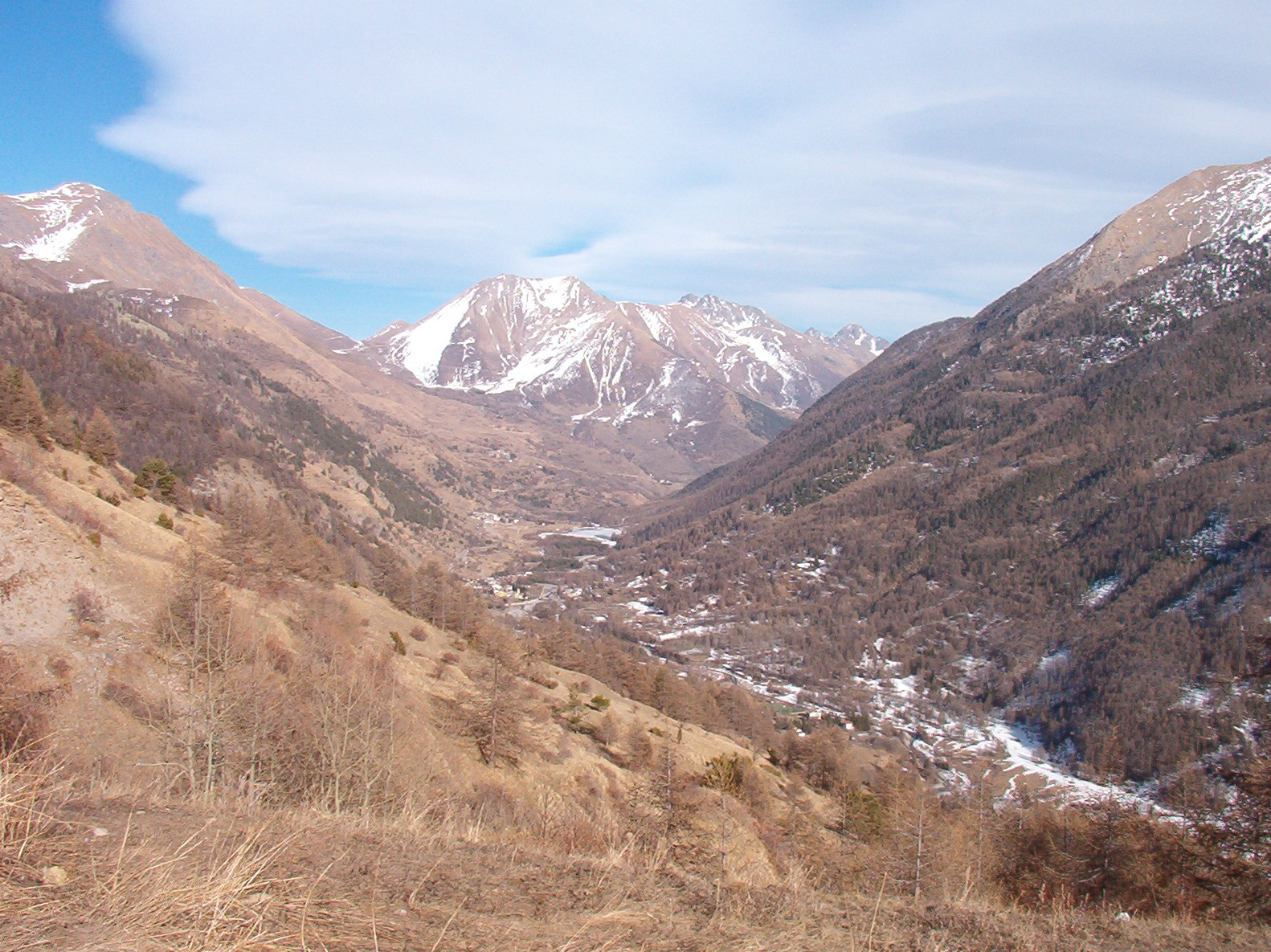

El Valle Chisone es un valle alpino de la provincia de Turín, que linda al oeste con el Valle de Susa, al norte con el valle de Susa y el valle Sangone, al sur con el Valle Pellice y al este con la llanura padana. Tiene una ramificación en el Valle Germanasca. Forma parte de los Valles Occitanos y sus municipios de la Comunità Montana Valli Chisone e Germanasca.
El valle está delimitado por estas fronteras:
| Norte                           | Este             | Sur             | Oeste           |
| * Valle de Susa * Valle Sangone | * Llanura Padana | * Valle Pellice | * Valle de Susa |

- Datos: Q1816839
- Multimedia: Val Chisone / Q1816839